# Strana demokratického socialismu
De Partij van Democratisch Socialisme (Tsjechisch: Strana demokratického socialismu) is een democratisch socialistische, antikapitalistische politieke partij in Tsjechië. De partij was een van de stichtende leden van Europees Links. De partij heeft een feministische ideologie en staat een directie democratie voor.